# 1076

## Събития
- Йерусалим пада в ръцете на Селджуците.

## Родени
- 1 юни – Мстислав I, велик княз на Киевска Рус, († 1132 г.)